# Marek Oleksy
Marek Oleksy (ur. 1947) – polski aktor, mim, tancerz występujący od roku 1970 we Wrocławskim Teatrze Pantomimy. Uczeń Henryka Tomaszewskiego, latach 1987-1989 pełnił funkcję zastępcy dyrektora Teatru; kierował też Studiem Pantomimicznym. Trzykrotny laureat wrocławskiej nagrody „Złota Iglica”, w latach 1980, 1983 i 1985.
Koordynator Międzynarodowego Festiwalu Filmowego „Zoom-Zbliżenia”, od września 2009 dyrektor artystyczny Wrocławskiego Teatru Pantomimy.

## Role
(wybór)
- 1971: Nike, Kern, Żołnierz (Sen nocy listopadowej)
- 1972: Dworzanin, Adison (Menażeria cesarzowej Flissy)
- 1974: Tytan, Syn (Przyjeżdżam jutro)
- 1976: Maciek-Pająk (Sceny fantastyczne o Panu Twardowskim)
- 1978: Książę (Spór)
- 1979: Hamlet (Hamlet, ironia i żałoba)
- 1981: Mordred (Rycerze króla Artura)
- 1983: Spadkobierca, Powracający Syn (Syn marnotrawny)
- 1986: Oberon (Akcja – sen nocy letniej)
- 1990: Cardenio (Cardenio i Celinda)

## Filmografia
- 2003 – Tragiczne gry – (Mąż),
- 1997 – Kaprys (G. Hauptmann) – (Książę),